# Olynthus thara
Olynthus thara är en fjärilsart som beskrevs av William Chapman Hewitson. Olynthus thara ingår i släktet Olynthus och familjen juvelvingar. Inga underarter finns listade i Catalogue of Life.